# جيرالد جارسون
جيرالد جارسون (بالإنجليزية: Gerald Garson)‏ هو قاضي ومحامي أمريكي، ولد في 3 أغسطس 1932، وتوفي في 6 فبراير 2016.